# Fidan Doğan
Fidan Doğan (ur. 17 stycznia 1982 w Elbistan, zm. 9 stycznia 2013 w Paryżu) – francuska aktywistka na rzecz mniejszości kurdyjskiej, pracownica Centrum Informacji Kurdystanu w Paryżu, przedstawicielka Kongresu Narodowego Kurdystanu w Brukseli.

## Życiorys
Urodziła się w Elbistanie, w południowej Turcji, a do Francji przeprowadziła się w młodym wieku. Dorastała w Strasburgu, gdzie ukończyła studia uniwersyteckie. Była zaangażowana w działalność Centrum Informacji Kurdystanu w Paryżu, które według France Info jest uznawane za biuro łącznikowe z Partią Pracujących Kurdystanu (PKK). Brała także udział w działalności Kurdyjskiego Kongresu Narodowego. W 2012 przewodniczyła strajkowi głodowemu, który domagał się uwolnienia Abdullaha Öcalana, założyciela PKK.

## Zabójstwo
10 stycznia 2013 ciało Fidan Doğan, zostało znalezione martwa wraz z dwiema innymi kurdyjskimi działaczkami, Sakine Cansız i Leylą Şaylemez. Wyniki sekcji zwłok określiły czas zgonu trzech kobiet na czas między godziną 18:00 a 19:00 dnia poprzedniego. Ich ciała znaleziono w Centrum Informacji Kurdystanu w Paryżu.
Trzy kobiety widziano ostatnio w środku centrum informacyjnego w środę po południu, kilka godzin później członek społeczności kurdyjskiej próbował odwiedzić centrum, ale drzwi były zamknięte. Trzy kobiety znaleziono martwe z ranami postrzałowymi w centrum informacyjnym w czwartek rano. Był to pierwszy raz, kiedy starszy członek PKK został zabity w Europie.
17 grudnia 2016 Ömer Güney, jedyny podejrzany o zabójstwo trzech kobiet, zmarł w swojej paryskiej celi więziennej z powodu ciężkiej choroby. Po jego śmierci francuskie władze podjęły decyzję o zamknięciu śledztwa. W maju 2019 śledztwo zostało wznowione.
Zarówno Turcja, jak i Francja potępiły zabójstwa trzech kobiet. Premier Turcji Recep Tayyip Erdoğan zasugerował, że morderstwa zostały dokonane z dwóch możliwych powodów: 1) w celu przerwania negocjacji władz tureckich z PKK lub 2) w celu przeprowadzenia wewnętrznej egzekucji w PKK. Wicepremier Turcji i rzecznik rządu Bülent Arınç potępił atak i złożył kondolencje.